# 6 Andromedae
6 Andromedae (6 And), som är stjärnans Flamsteedbeteckning, är en dubbelstjärna belägen i den västra delen av stjärnbilden Andromeda. Den har en skenbar magnitud på ca 5,91 och är svagt synlig för blotta ögat där ljusföroreningar ej förekommer. Baserat på parallaxmätning inom Hipparcosuppdraget på ca 34,1 mas, beräknas den befinna sig på ett avstånd på ca 96 ljusår (ca 29 parsek) från solen. Stjärnan rör sig närmare solen med en heliocentrisk radiell hastighet av −32,4 km/s. Den har en relativt hög egenrörelse och förflyttar sig över himlavalvet med en hastighet av 0,272 bågsekunder per år.

## Egenskaper
Primärstjärnan 6 Andromedae A är en gul till vit stjärna i huvudserien av spektralklass F5 V.  Den har en massa som är ca 1,3 gånger solens massa, en radie som är ca 1,5 gånger större än solens och utsänder ca 3 gånger mera energi än solen från dess fotosfär vid en effektiv temperatur på ca 6 400 K. Den visar ett överskott av infraröd strålning vid en våglängd av 22 μm, vilket kan tyda på förekomsten av en omgivande skiva av varmt stoft.
Stjärnan är en astrometrisk dubbelstjärna där massan hos följeslagaren 6 Andromedae B är ungefär lika med eller något större än solens. Om den var en enkel, vanlig stjärna, borde den vara lätt synlig, eftersom den bara skulle vara en magnitud svagare än primärstjärnan. Bristen på tydlig ultraviolett strålning tycks dock utesluta en vit dvärgstjärna, varför den i själva verket kan vara ett dubbelstjärna som består av två mindre stjärnor med en omloppsperiod mellan en vecka och ett år.